# Iselin (New Jersey)
Iselin ist eine Siedlung und Census-designated place innerhalb der Woodbridge Township im Middlesex County, New Jersey, USA. Bei der Volkszählung 2010 wurden 18.695 Einwohner registriert.

## Geographie
Nach den Angaben des United States Census Bureau hat die Ortschaft eine Gesamtfläche von 8,1 km2, wobei keine Wasserflächen miteinberechnet sind.

## Demographie
Nach der Volkszählung von 2000 gibt es 16.698 Menschen, 6.007 Haushalte und 4.511 Familien in der Stadt. Die Bevölkerungsdichte beträgt 2.059,8 Einwohner pro km2. 64,65 % der Bevölkerung sind Weiße, 6,02 % Afroamerikaner, 0,12 % amerikanische Ureinwohner, 25,16 % Asiaten, 0,01 % pazifische Insulaner, 1,75 % anderer Herkunft und 2,28 % Mischlinge. 5,47 % sind Latinos unterschiedlicher Abstammung.
Von den 6.007 Haushalten haben 32,0 % Kinder unter 18 Jahre. 61,5 % davon sind verheiratete, zusammenlebende Paare, 9,8 % sind alleinerziehende Mütter, 24,9 % sind keine Familien, 20,8 % bestehen aus Singlehaushalten und in 8,6 % Menschen sind älter als 65. Die Durchschnittshaushaltsgröße beträgt 2,78, die Durchschnittsfamiliengröße 3,24.
21,8 % der Bevölkerung sind unter 18 Jahre alt, 7,6 % zwischen 18 und 24, 33,9 % zwischen 25 und 44, 22,7 % zwischen 45 und 64, 14,0 % älter als 65. Das Durchschnittsalter beträgt 37 Jahre. Das Verhältnis Frauen zu Männer beträgt 100:96,8, für Menschen älter als 18 Jahre beträgt das Verhältnis 100:95,1.
Das jährliche Durchschnittseinkommen der Haushalte beträgt 65.424 USD, das Durchschnittseinkommen der Familien 71.913 USD. Männer haben ein Durchschnittseinkommen von 50.145 USD, Frauen 36.131 USD. Der Prokopfeinkommen der Stadt beträgt 26.793 USD. 3,2 % der Bevölkerung und 1,9 % der Familien leben unterhalb der Armutsgrenze, davon sind 2,8 % Kinder oder Jugendliche jünger als 18 Jahre und 4,9 % der Menschen sind älter als 65.